# 程迥
程迥（?—?），字可久，應天府寧陵人。
原籍沙隨（今河南寧陵縣北），靖康之變後遷至紹興餘姚。自幼孤貧飄泊，二十餘歲才開始讀書。隆兴元年（1163年）第进士。历知宰泰兴、德兴、进贤、上饶诸县，有政聲。官至朝奉郎。患疝症。
程迥受學於喻樗，曾針對對《周易》的「揲蓍法」、「佔解法」進行分析。朱熹称誉：“博闻至行，追配古人，释经订史，开悟后学，当世之务又所通该，非独章句之儒而已。”吴澄评曰：“沙随先生经学精深，朱子多取其说。於朱为丈人行，故朱子以师礼事之。”著有《古易考》、《古易章句》、《古占法》、《易传外编》、《论语传》、《孟子章句》、《四声韵》、《淳熙杂志》、《南齐小集》、《古韻通式》等。《周易章句外编》和《周易古占法》，收录于《四库全书》。